# Схапхок, Вернер
Ве́рнер Сха́пхок (нидерл. Werner Schaaphok, МФА: [ˈʋɛrnər ˈsxaːpɦɔk]; родился 22 декабря 1941, Берлин) — немецкий и нидерландский футболист, выступал на позиции защитника и полузащитника. Воспитанник амстердамского «Аякса». С 1959 по 1965 год провёл в чемпионате Нидерландов за амстердамцев 148 матчей, в которых забил один гол. Чемпион сезона 1959/1960 в составе «Аякса». Выступал также за «Блау-Вит», АГОВВ и американский клуб «Чикаго Мустангс».

## Биография

### Ранние годы
Вернер Схапхок родился 22 декабря 1941 года в Берлине. Первоначально он имел немецкую фамилию Гланц. После развода родителей, его мать, Рут Этель Шойринг, вышла замуж за нидерландца Сиболта Схапхока. Их свадьба состоялась 17 января 1948 года. Спустя несколько месяцев после свадьбы, 10 августа, в Берлине родился их первый общий сын, которого назвали Лауренсом.
Вернер взял фамилию отчима, но от немецкого гражданства не отказался. Вскоре вся его семья переехала жить в Амстердам, именно здесь и прошло детство Вернера. В Амстердаме, в семье Схапхоков родилось ещё двое сыновей, однако один из них умер в шестилетнем возрасте.
На улицах Амстердама Вернер часто играл в футбол со своими одноклассниками. Первой командой юного футболиста стал клуб ВВА из Амстердама. Затем Схапхок стал выступать за амстердамский «Блау-Вит», но однажды его отчим спросил: «Почему бы не попробовать Аякс?». До четырнадцати лет Схапхок выступал за юношескую команду «Аякс Б», а затем за «Аякс А». Вместе с Вернером за юношескую команду «Аякса» играли Тонни Пронк, Йохан Энгелсма и Пит Кейзер.

### Клубная карьера

#### «Аякс»
Свой первый матч в основном составе «Аякса» Схапхок провёл в конце сезона 1958/59, на тот момент ему было всего 17 лет и 132 дня. Его дебютная игра состоялась 3 мая 1959 года против клуба ДОС из Утрехта, завершившаяся победой амстердамцев со счётом 2:0. Вернер стал вторым иностранным игроком в клубе за всю его историю, первым легионером амстердамцев был югослав Божо Брокета.
В своем втором сезоне в «Аяксе» Вернер выиграл титул чемпиона Нидерландов, хотя в его активе было всего семь матчей первенства. Уже в следующем сезон он стал полноценным игроком команды. За семь сезонов Схапхок отыграл в чемпионате 148 игр, в которых один раз поражал ворота соперников; это произошло 6 октября 1963 года в матче против «Хераклеса». Перед началом сезона 1965/66 Вернер был заявлен за вторую команду «Аякса», однако в середине декабря он предпочёл перейти в клуб «Блау-Вит». Преемником Вернера в обороне «Аякса» стал Фритс Сутекау, который ранее выступал за «Хераклес» из Алмело.

#### «Чикаго Мустангс»
После недолгого выступления за АГОВВ, Схапхок решил попробовать свои силы в Северо-американской футбольной лиге. В 1967 году он стал игроком клуба «Чикаго Мустангс». Клуб из США выплатил предыдущей команде Схапхока порядка 22,5 тысяч долларов. Его новая команда практически полностью состояла из иностранцев, за неё выступали футболисты из таких стран, как Югославия, Польша, Греция, Германия, Норвегия, Турция, Северная Ирландия, Уругвай и Гватемала.
Выступая в команде под девятым номером, Вернер сыграл 29 матчей, в которых дважды поражал ворота соперников и столько же раз ассистировал своим одноклубникам. Дебютный гол в составе клуба из Чикаго Вернер забил 29 мая в игре против команды «Хьюстон Старс». Однако в клубе Вернер выступал не под своей фамилией Схапхок, а под фамилией Гланц. По итогам чемпионата его команда не смогла выйти в плей-офф, заняв в своей группе только второе место.

#### Возвращение в Нидерланды
Прожив два года в США, Вернер решил вернуться обратно в Нидерланды, так его жена тосковала по дому. Схапхок предпринимал попытки стать игроком клуба ДВС из Амстердама, но все попытки остались безрезультатными.
Затем он выступал на любительском уровне за команду «Де Спартан», однако в 1969 году он был дисквалифицирован ФИФА за нарушение договора с американским клубом «Чикаго Мустангс».

### Личная жизнь
На протяжении нескольких лет Схапхок является тренером команды «Лаки Аякс», за которую выступают бывшие игроки «Аякса» и сторонники клуба из Амстердама.

## Клубная статистика
| Клуб | Сезон   | Чемпионат Нидерландов | Чемпионат Нидерландов | Кубок Нидерландов | Кубок Нидерландов | Европейские кубки | Европейские кубки | Итого | Итого |
| Клуб | Сезон   | Игры                  | Голы                  | Игры              | Голы              | Игры              | Голы              | Игры  | Голы  |
| ---- | ------- | --------------------- | --------------------- | ----------------- | ----------------- | ----------------- | ----------------- | ----- | ----- |
| Аякс | 1958/59 | 1                     | 0                     | 0                 | 0                 | -                 | -                 | 1     | 0     |
| Аякс | 1959/60 | 7                     | 0                     | -                 | -                 | -                 | -                 | 7     | 0     |
| Аякс | 1960/61 | 33                    | 0                     | 9                 | 0                 | 4                 | 0                 | 46    | 0     |
| Аякс | 1961/62 | 25                    | 0                     | 2                 | 0                 | 11                | 0                 | 38    | 0     |
| Аякс | 1962/63 | 29                    | 0                     | 2                 | 0                 | 1                 | 0                 | 32    | 0     |
| Аякс | 1963/64 | 30                    | 1                     | 5                 | 0                 | 3                 | 0                 | 38    | 1     |
| Аякс | 1964/65 | 23                    | 0                     | 1                 | 0                 | -                 | -                 | 24    | 0     |
| Аякс | Итого   | 148                   | 1                     | 19                | 0                 | 19                | 0                 | 186   | 1     |

## Достижения
Чемпион Нидерландов (1)1959/1960.
Обладатель Кубка Интертото (1)1961/1962.